# Hodos (gospelgroep)
Hodos was een Nederlandse gospelgroep die actief was van 1975 tot medio jaren tachtig. In deze periode verwierf de groep bekendheid met haar Nederlandstalige luisterliedjes en werd een van de bekendste gospelgroepen in Nederland. De naam is afgeleid van het Griekse woord 'ἠ ὀδος' voor "de weg". De drijvende kracht achter Hodos was Jaap Booij.

## Biografie
Booij was tijdens zijn studie geschiedenis in de stad Groningen christen geworden en besteedde daarna een groot deel van z'n vrije tijd aan het schrijven van vaak heel persoonlijke luisterliedjes, zichzelf daarbij begeleidend op een akoestische gitaar. Een demotape van deze liedjes kwam in 1975 terecht bij Radio Knotters te Oudewater. Deze besloot het voor Nederlandse begrippen nieuwe geluid een kans te geven, hetgeen resulteerde in een opname van een LP in de Evangelisch-Lutherse Kerk te Den Haag. Op dat moment bestond Hodos naast Booij uit Eltjo Wierenga, Jan Smits, Kees Willemse en Nienke Toornstra. De opnames werden begin 1976 uitgebracht onder de titel Als je je soms eenzaam voelt.
Omdat de groep na deze eerste release steeds vaker gevraagd werd op te treden besloten Booij, Wierenga en Smits tot een doorstart. Hodos werd uitgebreid met Jack Wester, Elzo Elzes, Kees Muller, Johannes Buitenwerf, Tineke Smits, Maria Woortman-Hummel en Margriet Woortman.
Een tweede lp, 'k Wil je iets vertellen verscheen kort daarna, met instrumentale medewerking van Elly en Rikkert die pas christen waren geworden. Met dit repertoire verzorgde Hodos vele optredens in koffiebars, kerken en festivals. Zo stond Hodos onder meer in 1979 op de door vele duizenden mensen bezochte conferentie van Stichting Opwekking, die destijds nog in het Gelderse Vierhouten werd georganiseerd. In 1979 is rondom de LP "Land van melk en honing" een half uur durende televisieregistratie uitgezonden door de Evangelische Omroep onder de titel "Muziek uit Studio 4". Ook heeft de groep in deze tijd haar muzikale medewerking verleend aan "Windkracht 16", een van de bijbelstudieseries van Henk Binnendijk. Radio Knotters bracht in samenwerking met Continental Sound nog een soloplaat uit van Jaap Booij getiteld "Nooit meer terug", gevolgd door een soloplaat van Jack Wester: "Brood & Wijn" (1980).
In 1980 wisselde Hodos van samenstelling. De groep ging verder met Jaap Booij, Jan en Tineke Smits, Maria Woortman-Hummel, Carl Lens (bas en fluit) en Wilto Kampinga (gitaar. Een televisieoptreden volgde in het EO-programma "Camping 80". Hodos werd ondergebracht in een stichting en in 1980 werd in eigen beheer de lp Liefde is uitgebracht, later overgenomen door Gideon. Deze werd in 1982 gevolgd door het album Blinde man, dat onder andere de oorspronkelijke versie bevat van het bekende lied Kom maar, wees blij en verheugd, lied 138 uit de zangbundel van Stichting Opwekking.
Nadat Hodos enkele jaren in deze formatie door het hele land had opgetreden werd de groep definitief ontbonden. Jaap Booij bracht in 1984 in eigen beheer nog de lp De Timmerman uit en trad tot 1988 solo op.
Inmiddels kreeg Hodos een eigen website (Hodos.nl) waar in november 2009 de release van een verzamel-cd werd aangekondigd, met daarop 33 liedjes afkomstig van drie lp's (Als je je soms eenzaam voelt/'k Wil je iets vertellen/Land van melk en honing). De opnames zijn digitaal bewerkt en door Jaap Booij met medewerking van Elzo Elzes zelf van nieuwe arrangementen voorzien.

## Invloed
Hoe groot de invloed van Hodos in deze jaren precies is geweest is moeilijk na te gaan. Het gastenboek van www.hodos.nl laat veel enthousiaste reacties zien. Met name het feit dat het repertoire Nederlandstalig is met eigentijdse zelf geschreven teksten oogst veel waardering. Wel is bekend geworden dat hun muziek heeft bijgedragen tot de bekering van het bekende muzikale duo Elly en Rikkert Zuiderveld. In 2003 bracht het Vriezenveense duo Twice het album Twice ontmoet Hodos uit met 12 nummers van Hodos. Dit album werd goed ontvangen. Inmiddels zijn de meeste liedjes in een opnieuw bewerkte versie te vinden op YouTube, op het kanaal van StudioHighway. Ook heeft Hodos een pagina op Facebook. Jaap Booij heeft daarna nog samengewerkt met zangeres Arwen Levering, als het duo "Om & OM", en met haar twee CD's uitgebracht. Deze zijn niet meer in de handel, maar ook de liedjes hiervan staan op YouTube en FaceBook. Arwen treedt nu op met de gospelrock groep Faith First, afkomstig uit Leeuwarden.

## Discografie

### Hodos
- Als je je soms eenzaam voelt (1976)
- ‘k Wil je iets vertellen (1976)
- Land van melk en honing (1978)
- Liefde is... (1980)
- Blinde man (1982)

### Jaap Booij
- Nooit meer terug (1977)
- De Timmerman (1984)

### Jack Wester
- Brood & wijn (1979)

### Om & Om (Jaap Booij & Arwen Levering)
- Parel (2005)
- De woorden van zijn mond (2007)

(Uitg. BoekMuziek Utrecht)